# Айсай
Айса́й (яп. 愛西市 Айсай-си) — город в Японии, расположенный в западной части префектуры Айти. Основан 1 апреля 2004 года путём объединения посёлков Саори, Сая и сёл Тацута и Хатикай уезда Ама. Город является родиной 24-го премьер-министра Японии Като Такааки.
Площадь города составляет 66,63 км², население — 63 600 человек (1 июня 2014), плотность населения — 954,52 чел./км².